# Carobbio degli Angeli
Carobbio degli Angeli ist eine italienische Gemeinde (comune) mit 4891 Einwohnern (Stand 31. Dezember 2023) in der Provinz Bergamo, Region Lombardei. 

## Geographie
Carobbio degli Angeli befindet sich 13 km südöstlich der Provinzhauptstadt Bergamo und 60 km nordöstlich der Metropole Mailand. 
Die Nachbargemeinden sind Bolgare, Chiuduno, Gandosso, Gorlago, Grumello del Monte und Trescore Balneario.

## Geschichte
Carobbio degli Angeli weist römische Ursprünge auf. Ab dem 14. Jahrhundert verfügte der Ort über eine eigene Burg zur Verteidigung. Später ging die Gemeinde in das Herrschaftsgebiet der Republik Venedig über. In seiner jetzigen Form besteht der Ort seit dem Jahr 1928 durch den Zusammenschluss von Carobbio und Santo Stefano degli Angeli. 

## Sehenswürdigkeiten
- Das Markenzeichen der Gemeinde ist das Castello degli Angeli (die Engelsburg). Sichtbar ist die Burg bis weit in das umliegende Flachland. Das Gebäude hat über die Jahrhunderte stark durch seinen Verteidigungscharakter gelitten.

- Ein weiteres bemerkenswertes Gebäude ist die Villa Riccardi, welche früher von den Bischöfen von Bergamo aufgrund ihrer Lage mitten in der Landschaft, für ihre Urlaube genutzt wurde.

- Die Pfarrkirche von Carobbio aus dem 18. Jahrhundert ist San Pancrazio geweiht. Sie enthält Kunstwerke vom aus der Umgebung stammenden Künstler Francesco Zucco.